# Paula Fudge
Paula Fudge z domu Yeoman (ur. 30 marca 1952 w Isleworth) – brytyjska lekkoatletka, biegaczka długodystansowa, mistrzyni igrzysk Wspólnoty Narodów, rekordzistka świata.

## Kariera sportowa
Na igrzyskach Wspólnoty Narodów i mistrzostwach świata w biegach przełajowych reprezentowała Anglię, a na pozostałych dużych imprezach międzynarodowych Wielką Brytanię.
Zwyciężyła w biegu na 3000 metrów na igrzyskach Wspólnoty Narodów w 1978 w Edmonton, wyprzedzając Heather Thomson z Nowej Zelandii i swą siostrę–bliźniaczkę Ann Ford. Zajęła 8. miejsce w tej konkurencji na mistrzostwach Europy w 1978 w Pradze.
13 września 1981 w Knarvik ustanowiła pierwszy oficjalny rekord świata w biegu na 5000 metrów czasem 15:14,51.
Zdobyła brązowy medal w biegu na 300 metrów na halowych mistrzostwach Europy w 1982 w Mediolanie, przegrywając jedynie z Agnese Possamai z Włoch i Maricicą Puicą z Rumunii. Zajęła 17. miejsce w biegu maratońskim na mistrzostwach świata w 1987 w Rzymie.
Startowała w powodzeniem w mistrzostwach świata w biegach przełajowych, zajmując następujące miejsca: 1979 w Limerick – 17. miejsce, 1981 w Madrycie – 28. miejsce, 1982 w Rzymie – 14. miejsce i 1985 w Lizbonie – 56. miejsce. W 1979 i 1982 zdobyła brązowe medale w klasyfikacji drużynowej.
Trzykrotnie startowała w mistrzostwach świata kobiet w biegach ulicznych, indywidualnie zajmując następujące miejsca: 1985 w Gateshead – 5. miejsce, 1986 w Lizbonie – 20. miejsce i 1987 w Monte Carlo – 8. miejsce. W 1985 zdobyła złoty, a w 1987 brązowy medal drużynowo.
Paula Fudge była mistrzynią Wielkiej Brytanii (AAA) w biegu na 3000 metrów w 1972 i biegu na 5000 metrów w 1983, wicemistrzynią w biegu na 1500 metrów w 1981 oraz brązową medalistką w biegu na 3000 metrów w 1974, brązową medalistką halowych mistrzostw Wielkiej Brytanii AAA w biegu na 1500 metrów w 1970 a także  mistrzynią AAA w biegu ulicznym na 10 mil w 1982, 1986 i 1987, wicemistrzynią w maratonie w 1986 oraz brązową medalistką w biegu na 10 kilometrów w 1992 i w maratonie w 1987. Była mistrzynią UK Championships w biegu na 3000 metrów w 1978 i 1982 oraz wicemistrzynią na tym dystansie w 1977 i 1980 i w biegu na 5000 metrów w 1983. Była również mistrzynią Anglii w biegu przełajowym w 1982,  wicemistrzynią w 1981 i brązową medalistką w 1984.
Była rekordzistką Wielkiej Brytanii w bieg un 3000  metrów z czasem  8:48,74 uzyskanym 29 sierpnia 1978 w Pradze oraz w biegu na 5000 metrów z czasem 15:14,51 (13 września 1981 w Knarvik).
Rekordy życiowe Fudge:
- bieg na 3000 metrów – 8:48,74 (29 sierpnia 1978, Praga)
- bieg na 5000 metrów – 15:14,51 (13 września 1981, Knarvik)
- bieg na 10 kilometrów – 32:44 (13 marca 1988, Southampton)
- bieg na 15 kilometrów – 49:43 (21 listopada 1987, Monte Carlo)
- bieg na 10 mil – 53:44 (21 września 1985, Reading)
- półmaraton – 1:11:37 (24 lipca 1988, Newcastle)
- maraton – 2:29:47 (30 października 1988, Chicago)

## Rodzina
Jej siostra bliźniaczka Ann Ford również była biegaczką długodystansową.